# Saint-Blancard
Saint-Blancard é uma comuna francesa na região administrativa de Occitânia, no departamento de Gers. Estende-se por uma área de 14,87 km². Em 2010 a comuna tinha 344 habitantes (densidade: 23,1 hab./km²).